# Pietro il fortunato
Pietro il fortunato (Lykke-Per) è un film del 2018 diretto da Bille August.
Nel mese di agosto 2018, è stato uno dei tre film danesi presentati per concorrere come Oscar al miglior film in lingua straniera.
Il film è stato tratto dal romanzo Lykke-Per del nobel danese Henrik Pontoppidan, pubblicato a puntate tra il 1898 e il 1904.

## Trama
Nella Danimarca del tardo XIX secolo
Peter Sedenius viene accettato alla facoltà di ingegneria. Questo gli permette di lasciare la Danimarca rurale per Copenaghen e di rompere i legami con il severo padre, con cui non ha mai avuto un buon rapporto e che ha sempre detestato. Il suo odio verso il genitore lo porta a rifiutare anche un orologio da tasca che da generazioni passa di padre in figlio.
Peter, libero dalla famiglia e dalla religione cristiana, è povero, ma studia duramente. Fa amicizia con una cameriera, Lisbeth, che gli fa scoprire la città e il mondo del sesso, mentre egli mette a punto un ambizioso e avveniristico piano idraulico-energetico per portare la Danimarca verso la modernità e senza problemi di approvvigionamento energetico.
Incontra Ivan Salomon e il padre Phillip, ricchi banchieri ebrei, e riesce ad attrarli verso il suo progetto. Phillip riesce a creare un comitato finanziatore del piano, nel frattempo Peter si innamora di Jakobe, sorella di Ivan, che non tarda a contraccambiare il sentimento.
Purtroppo l'orgoglio di Peter fa sì che non riesca a ottenere l’approvazione ministeriale da parte dell’ottuso colonnello, incaricato dal governo di vagliare il suo progetto. Peter viene inviato in Austria per impratichirsi della professione.
Jakobe viola le norme di famiglia e le regole dell'etichetta e va in Austria per visitare Peter. Dopo poco scopre di essere incinta ma non lo rivela a Peter.
Peter torna a Copenaghen e insieme a Jakobe iniziano i preparativi per il matrimonio. I Salomon sono riusciti a ricostituire un comitato per finanziare il piano ma tutto è sottoposto all’autorizzazione governativa che potrà essere ottenuta solo se Peter si scuserà col colonnello per il suo precedente sfogo. Ma ancora una volta Il suo orgoglio e la sua arroganza gli impediscono di farlo. Così Peter accantona definitivamente il suo progetto.
Nello stesso periodo la madre di Peter muore (il padre era già morto mentre era in Austria ma lui non aveva voluto partecipare al funerale). Tornato al paese natio per la sepoltura, Peter riflette sulla sua vita. Il Vicario che ha celebrato il rito funebre cerca di consigliarlo. Peter è sempre più confuso e inoltre conosce la figlia del vicario e se ne innamora, ma lei rifiuta le sue avances perché è un uomo impegnato. 
Peter torna a Copenaghen e annuncia a Jakobe che non intende più sposarsi in quanto loro sono troppo diversi. Jakobe ne è devastata. Non gli rivela di essere incinta e poco tempo dopo abortisce.
Peter ritorna al paese e sposa la figlia del Vicario, hanno tre bambini. Frequenta settimanalmente la chiesa. Non ha un vero lavoro e continua ad apportare miglioramenti al suo grande piano per lo sviluppo del paese. 
Lentamente diventa simile a suo padre e si isola dalla moglie e dai figli. 
Jakobe non si è mai sposata, utilizzando la sua eredità avvia una scuola di beneficenza per i bambini abbandonati e orfani di Copenaghen e questo nuovo impegno le infonde una nuova forza e volontà di sopravvivenza.
Anni dopo Peter, malato di cancro, le scrive e lei accorre al suo capezzale per un ultimo incontro. Peter lascia tutto il suo magro patrimonio alla scuola di Jakobe.

## Distribuzione
Il film è stato pubblicato, in streaming, su Netflix il 19 aprile 2019.